# جيرزي كوليج
جيرزي كوليج (بالبولندية: Jerzy Kulej)‏ (19 أكتوبر 1940 – 13 يوليو 2012) هو ملاكم بولندي راحل، مثّل بلاده في دورتي الألعاب الأولمبية الصيفية 1964 و1968.

## روابط خارجية
- جيرزي كوليج على موقع IMDb (الإنجليزية)
- جيرزي كوليج على موقع قاعدة بيانات الفيلم (الإنجليزية)

جيرزي كوليج على موقع بوكس ريك (الإنجليزية) (registration required)
- جيرزي كوليج على موقع اللجنة الأولمبية الدولية (الإنجليزية)
- جيرزي كوليج على موقع أوليمبيديا (الإنجليزية)
- جيرزي كوليج على موقع اللجنة الأولمبية البولندية (مؤرشف) (البولندية)